# Albani þáttr ok Sunnifu
Albani þáttr ok Sunnifu también conocida como Seljumanna þáttr, es una historia corta islandesa (þáttr). Joseph Harris la encuadra dentro de los relatos de «contacto pagano», escritas en el periodo de la conversión hacia la cristianización de Islandia.

## Sinopsis
Relata la historia de la princesa cristiana Sunniva, quien no deseaba desposarse con un rey pagano y escapa hacia la isla noruega de Selja junto a su hermano Albanus y su corte. Los habitantes de la isla sospechan que detrás de la matanza de su ganado se encuentra Sunniva y su gente, por lo que ruegan a Haakon Jarl que elimine a los que consideran bandidos. Cuando Sunniva observa que se acerca un contingente armado hacia ellos, se refugia en una cueva con sus compañeros y rezan a Dios para que no les pase nada y no permita que gente malvada les mate. Como respuesta, la cueva se desmorona sobre sus cabezas y allí permanecen sepultados hasta que el rey Olaf I de Noruega los encuentra, exhuma sus cuerpos y construye una iglesia dedicado a los mártires.